# Front zachodni 1918
Front zachodni 1918 lub Najeźdźcy  (niem. Westfront 1918: Vier von der Infanterie) – niemiecki dramat wojenny z 1930 roku w reżyserii Georga Wilhelma Pabsta. Adaptacja powieści Ernsta Johannsena pt. Vier von der Infanterie z 1929 roku. 

## Fabuła
Okropieństwa I wojny światowej na froncie zachodnim 1918 roku ukazane z perspektywy kilku głównych bohaterów: "Bawarczyka", "Studenta", Karla i porucznika – żołnierzy niemieckiej piechoty. 

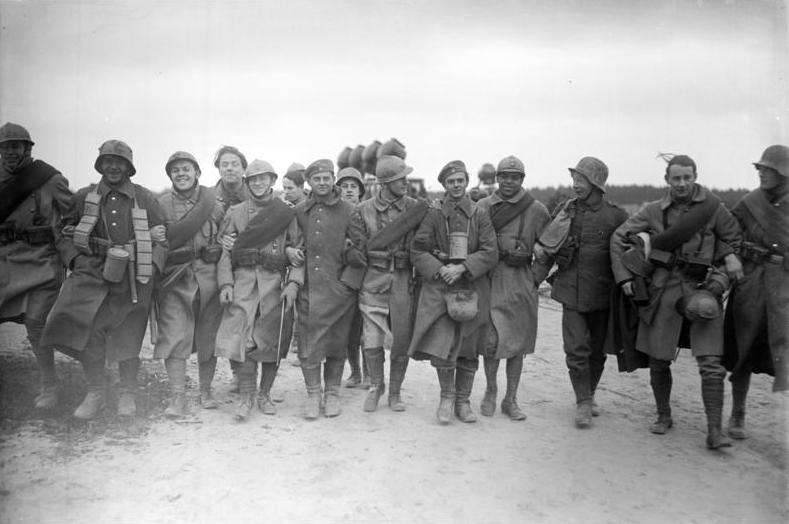
Scena zbiorowa z planu filmowego

## Obsada
- Fritz Kampers – "Bawarczyk"
- Gustav Diessl – Karl
- Hans-Joachim Moebis – "student"
- Claus Clausen – porucznik
- Jackie Monnier – Yvette
- Hanna Hoessrich – żona Karla
- Else Helle – matka Karla
- Carl Ballhaus – rzeźnik
- Vladimir Sokoloff – ordynans

i in. 

## O filmie
Front zachodni 1918 był pierwszym filmem dźwiękowym Pabsta – jednego z najwybitniejszych twórców filmowych owych lat. Był również kolejnym wczesnym przykładem antywojennego filmu z przerażającymi wydarzeniami I wojny światowej. Jedną z pierwszych produkcji filmowych, która kwestionowała dotychczas kontrolowaną przez państwo narrację o wojnie ostrzegając opinię publiczną o różnicy między chwalebną propagandą, a brutalną rzeczywistością. 
Front zachodni 1918 wykazuje wiele podobieństw z mającym swoją premierę w tym samym roku głośnym filmem amerykańskim Na zachodzie bez zmian. Chociaż stosunkowo skromny Front zachodni 1918 został przyćmiony przez hollywoodzką superprodukcję, obydwa te filmy łączy ta sama tematyka i pacyfistyczna wymowa. Podobnie jak amerykański odpowiednik, niemiecki film jest obecnie zaliczany do ścisłej czołówki klasyki filmu antywojennego. Również został zakazany w Niemczech hitlerowskich, a podczas premiery filmu w Berlinie, naziści starali się z weteranami obecnymi na widowni. Pomiędzy tymi dwoma obrazami istniały jednak istotne różnice. Film Pabsta dysponował o wiele mniejszym budżetem, ilością statystów i widowiskowych scen, a przede wszystkim mniej głośną promocją niż adaptacja powieści Remarque'a. W przeciwieństwie do hollywoodzkiego filmu podretuszowanego elementami komedii i romansu (celem zyskania jak najszerszej publiczności), Front zachodni 1918 jest o wiele bardziej wiarygodny, intymny, bez scen sentymentalizmu. Ma trudniejsze, mniej poetyckie podejście, używa chłodniejszego stylu, który przekazuje swoje przesłanie w nieco inny sposób. Na równi z Na zachodzie bez zmian był jednak pod względem użycia środków artystycznego wyrazu i ogólnego przesłania antywojennego, inspiracją do późniejszych arcydzieł tego gatunku. Ostatni kadr filmu z niemieckojęzycznym napisem "Ende" i znakiem zapytania uznaje się za proroczy w świetle późniejszych wydarzeń.  

## Odbiór
Film miał swoją krajową premierę 23 maja 1930 roku w Berlinie. Berliński korespondent The New York Timesa nazwał go „najbardziej wyrazistym argumentem przeciwko wojnie, jaki kiedykolwiek wymyślono". W momencie premiery film został okrzyknięty pierwszym niemieckim filmem dźwiękowym traktującym o wojnie, a także pierwszym niemieckim filmem antywojennym przedstawiającym życie w okopach. Krytycy chwalili zdjęcia, montaż i dźwięk. Pomimo że stanowił swoistą konkurencję dla swojego amerykańskiego odpowiednika, film zyskał przychylne opinie amerykańskich krytyków. 
Po latach od premiery krytycy uważali, że w obraz Pabsta nic nie stracił na swojej aktualności – "uderzająco szczery,  film wojenny, bez patriotycznych heroizmów ani moralizatorstwa. Po prostu pokazuje horror wojny z różnych stron, aby dostarczyć silne przesłanie antywojenne", "urzekający, prawdziwie ludzki dramat". Po 1995 roku wraz z czterema innymi filami Pabsta został zaliczony do stu najbardziej znaczących filmów kina niemieckiego – listy dzieł  skompletowanej przez filmowców, historyków filmowych, dziennikarzy i redaktorów, opublikowanej przez Stiftung Deutsche Kinemathek. W rankingu popularnego, filmowego serwisu internetowego Rotten Tomatoes, obraz posiada obecnie (2024) najwyższą, 100-procentową, pozytywną ocenę „czerwonych pomidorów”

## Nagrody
W 1931 roku film otrzymał nagrodę nowojorskiego National Board of Review w kategorii najlepszego filmu zagranicznego